# Бедуліта
Бедуліта (італ. Bedulita) — муніципалітет в Італії, у регіоні Ломбардія, провінція Бергамо.
Бедуліта розташована на відстані близько 500 км на північний захід від Рима, 50 км на північний схід від Мілана, 15 км на північний захід від Бергамо.
Населення — 758 осіб (2014).

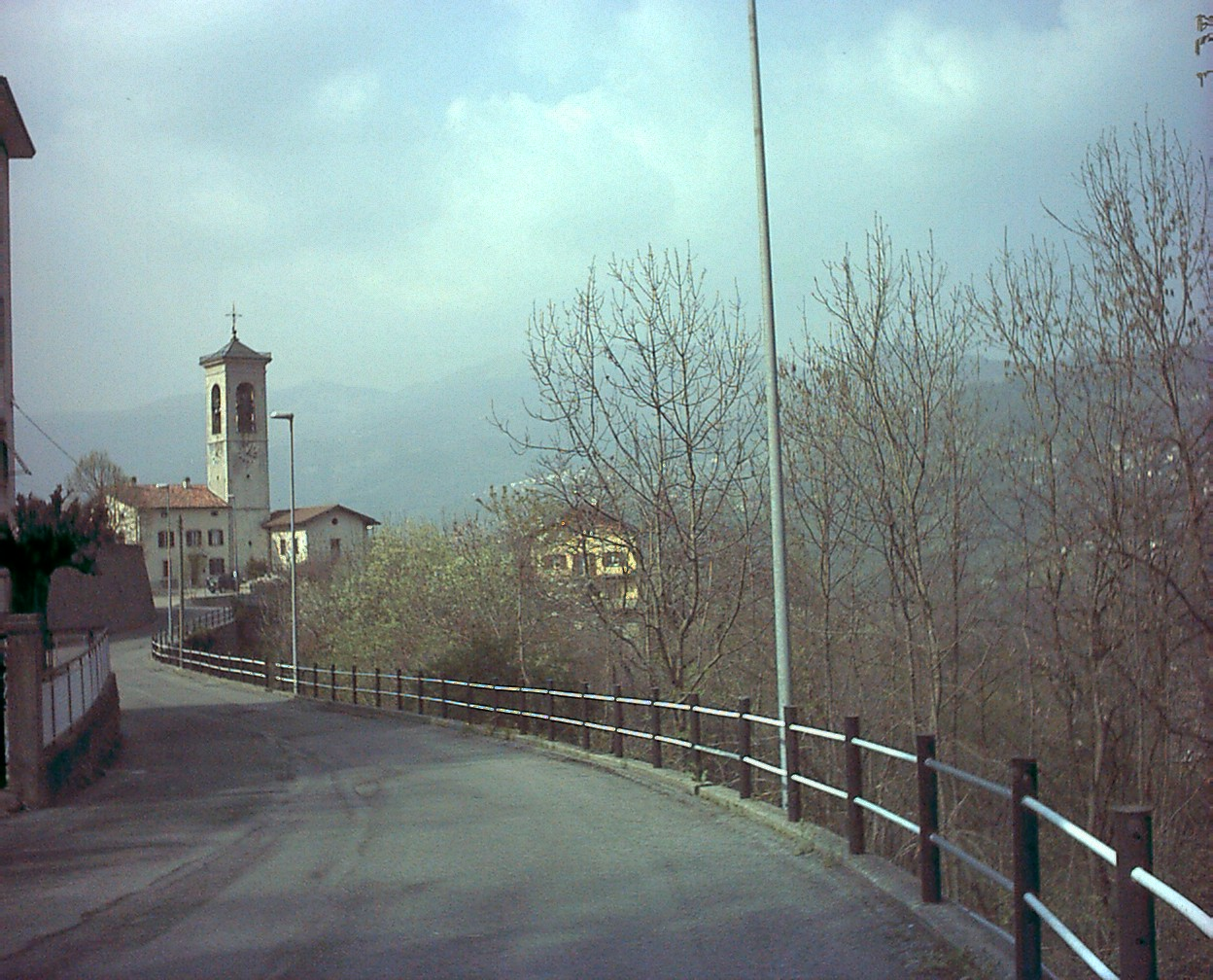

Щорічний фестиваль відбувається 29 вересня. Покровитель — святий Архангел Михаїл.

## Демографія
Населення за роками:

Станом на 1 січня 2023 року в муніципалітеті офіційно проживало 28 іноземців з 5 країн, серед них 9 громадян країн Євросоюзу.

## Сусідні муніципалітети
- Бербенно
- Капіццоне
- Коста-Валле-Іманья
- Ронкола
- Сант'Омобоно-Терме